# مشعل العروج
مشعل العروج (6 نوفمبر 1972 -)، مغني وملحن كويتي.

## حياته
تزوج لأول مرة في عام 1994 من السيدة إيمان (تونسية حاصلة على الجنسية الكويتية). كانت قد جاءت للكويت كمطربة متزوجة من رجل أعمال كويتي في بداية التسعينيات، وبعد فترة بسيطة انفصلت عن زوجها الأول ليتم زواجها من الفنان مشعل العروج، وأثمر عن الزواج ابنته البكر (سارة) وتعيش مع أمها الآن في جمهورية Canada ثم تم الانفصال بينه وبين زوجته في عام 2005. وبعد ستة شهور من انفصاله تزوج من سيدة مغربية وأنجب إبنه الوحيد «سليمان».

### زواجه من نوال الكويتية
عُقِد قران المطربة نوال الكويتية على الملحن الكويتي مشعل العروج المشرف على ألبوماتها منذ تسعينيات القرن العشرين في يوم 4 مارس 2009. وقد أحدث خبر زفافهم ضجة إعلامية في الشارع الكويتي، حيث تعتبر هذه المرة الأولى التي يرتبط شخصين من الوسط الإعلامي والفني بحجم الفنانة نوال الكويتية ومشعل العروج.

## حياته الفنية
بدأ مشواره الفني في منتصف التسعينات من خلال التلحين والغناء خلف المغنيين (كورال)  والإشراف على الألبومات الغنائية والعزف، كما قام بتلحين وغناء مقدمات المسلسلات الكوميدية وتأليف الموسيقى التصويرية لعدد من الأعمال. ثم بعد ذلك قام بتوزيع عدد من أغنياته التي قام بتلحينها بنفسه أو بتلحين غيره.
طرح عدد من الأغنيات كأغنيات منفردة (بالإنجليزية: Single)‏ ليعلن نفسه مغنياً أيضاً وجاء ذلك بعد مشاركته الغناء في عدد من الأغنيات للفنانة نوال الكويتية والفنان الكبير عبد الكريم عبد القادر وعبد الله الرويشد.
قدم كل بمشاركة عبد الله الرويشد ونوال الكويتية، أنشودة بعنوان “دع الأيام” وذلك بمناسبة حلول شهر رمضان الكريم 2017. من كلمات يعقوب السبيعي (ومقطع من الشعر القديم)، من ألحانه، وأخرها المخرج أحمد الخلف

## أغانيه الخاصة
- 2007 : يا يمه والتاكسي، كلمات: مشعل الذاير
- 2008 : بس أحبك، كلمات: أحمد الشرقاوي
- 2009 : منو هالعسل، كلمات: مشعل الذاير، توزيع: إسماعيل تونش بلاك

## ألحانه

### للفنانعبد الله الرويشد
- 2001 : اللي نساك، كلمات: ساهر، توزيع: إسماعيل تونش بلاك / طارق اغان سوي
- 2001 : ما يهم، كلمات: العاني، توزيع: إسماعيل تونش بلاك / طارق اغان سوي
- 2001 : أحبك، كلمات: ساهر، توزيع: إسماعيل تونش بلاك / طارق اغان سوي
- 2003 : طمني، كلمات: ساهر، توزيع: إسماعيل تونش بلاك / زفير (زازا)
- 2003 : لا يا حبيبي، كلمات: ساهر، توزيع: إسماعيل تونش بلاك / زفير (زازا)
- 2003 : تحرمني، كلمات: الناصر، توزيع: إسماعيل تونش بلاك / زفير (زازا)
- 2003 : يا جارة، كلمات: فهد العسكر، توزيع: إسماعيل تونش بلاك / زفير (زازا)
- 2003 : أيام، كلمات: ساهر، توزيع: إسماعيل تونش بلاك / زفير (زازا)
- 2005 : ما عليه، كلمات: ساهر، توزيع: إسماعيل تونش بلاك / زفير (زازا)
- 2005 : أعذريني، كلمات: الناصر، توزيع: إسماعيل تونش بلاك / زفير (زازا)
- 2006 : أمشي، كلمات: الناصر، توزيع: إسماعيل تونش بلاك / زفير (زازا)
- 2008 : تعتذر، كلمات: الناصر، توزيع: إسماعيل تونش بلاك وبشار سلطان
- 2009 : اسمك (دويتو مع نوال الكويتية)، كلمات: الناصر، توزيع: جيهون وبشار سلطان
- 2011 : على نيتي كلمات: مشعل الذاير، توزيع: اسماعيل تونش بلاك
- 2013 : افترقنا كلمات: احمد بن ظاهر، توزيع: اسماعيل تونش بلاك
- 2015 : انا الملك كلمات: محمد القرني، توزيع: اسماعيل تونش بلاك

### للفنانةنوال الكويتية
- 1996 : لو رحت عني، كلمات: يوسف الصابري، توزيع: مجدي طلعت
- 1998 : تكفون خلوه، كلمات: خالد المريخي، توزيع: طارق عاكف
- 2000 : روح، كلمات: ساهر، توزيع: طارق عاكف
- 2000 : تعب قلبي، كلمات: هتان، توزيع: طارق عاكف
- 2002 : الشوق جابك (يصاحبها في الغناء)، كلمات: سعود عبد الله، توزيع: إسماعيل تونش بلاك
- 2002 : خمس جروح، كلمات: هتان، توزيع: طارق عاكف
- 2002 : يا انتظاري، كلمات: ساهر، توزيع: محمد مصطفى
- 2002 : خذاني الشوق، كلمات: ساهر، توزيع: بشار
- 2004 : أذكر (فيروز)، كلمات: علي عسيري، توزيع: زفير وإسماعيل تونش بلاك
- 2004 : نور الدنيا (يصاحبها في الغناء)، كلمات: مطيع العوني، توزيع: زفير وإسماعيل تونش بلاك
- 2004 : لو سألني، كلمات: مطلع الشمس، توزيع: بشار سلطان
- 2004 : أعرف رجلاً، كلمات: سعاد الصباح، توزيع: زفير وإسماعيل تونش بلاك
- 2004 : مع اللي راح، كلمات: ساهر، توزيع: زفير وإسماعيل تونش بلاك
- 2006 : في البداية (يصاحبها في إلقاء الشعر)، كلمات: الناصر، توزيع: د. عامر جعفر
- 2006 : كسرني الخوف، كلمات: مطيع العوني، توزيع: د. عامر جعفر
- 2009 : موليّة (يصاحبها في الغناء)، كلمات: مشعل الذاير، توزيع: إسماعيل تونش بلاك
- 2013 : «في غيابك»، «حالة حنان»، «وحشتني»، «مستحيل انساك».
- 2014 : «رفيجي» من الفلم الكويتي (كان رفيجي).
- 2016 : «اكو مثلك»، كلمات: بدر بورسلي.
- 2016 : «مابي منك كثير»، كلمات: رحاب.
- 2016 : «ارسّبه»، كلمات: محمد القرني.
- 2016 : «بسم السهر»، كلمات: علي عسيري.
- 2016 : «لاتقتلوا الصغار»، كلمات: علي عسيري.
- 2019 : «دام»، كلمات: واحد.
- 2020: «مكانك مبين»، كلمات : عبدالله
- 2020: «السهر»، كلمات : بدر بن عبدالمحسن
- 2021: «فيني كثير»، كلمات: رحاب

### للفنانراشد الماجد
- 1998 : يا أخضر ، كلمات: ساهر، توزيع:
- 1999 : الأولاني ، كلمات: علي الفضلي، توزيع: طارق عاكف
- 1999 : سر الإعجاب ، كلمات: محمد الإبراهيم، توزيع: طارق عاكف
- 1999 : يا راشد ، كلمات: خالد المريخي، توزيع: طارق عاكف
- 2001 : تحدوه البشر ، كلمات: العاني، توزيع: طارق عاكف
- 2001 : ويلي ، كلمات: العاني، توزيع: طارق عاكف
- 2001 : يا خوي ، كلمات: بدر المليحي، توزيع: طارق عاكف
- 2002 : يا ويل ، كلمات: مساعد الشمراني، توزيع: سيروس
- 2005 : علمني ، كلمات: العاني، توزيع: طارق عاكف
- 2007 : جلمود ، كلمات: يوسف الصابري، توزيع: محمد صالح
- 2007 : ضيعوني ، كلمات: العاني، توزيع : سيروس
- 2007 : بالله يا ريح ، كلمات : نمر بن عدوان، توزيع :
- 2007 : بو سلطان ، كلمات : نمر بن عدوان، توزيع :
- 2007 : سلامين ، كلمات : نمر بن عدوان، توزيع :
- 2007 : عيال القريضي ، كلمات : نمر بن عدوان، توزيع :
- 2007 : هذا سميك ، كلمات : نمر بن عدوان، توزيع :
- 2007 : يا دار ، كلمات : نمر بن عدوان، توزيع :
- 2007 : يا عقاب ، كلمات : نمر بن عدوان، توزيع :
- 2007 : يا نمر ، كلمات : نمر بن عدوان، توزيع :
- 2007 : يا رب خذ روحي ، كلمات : نمر بن عدوان، توزيع :
- 2007 : يا نمر خان الله ، كلمات : نمر بن عدوان، توزيع :
- 2007 : يا شيخ ، كلمات : نمر بن عدوان، توزيع :
- 2007 : يا طروش ، كلمات : نمر بن عدوان، توزيع :
- 2007 : شارب الكاس ، كلمات : نمر بن عدوان، توزيع :
- 2007 : ضيم الولي ، كلمات : نمر بن عدوان، توزيع :
- 2007 : يا حفرة ، كلمات : نمر بن عدوان، توزيع :
- 2008 : إدعي علي بالموت ، كلمات : عبد الله الشامسي، توزيع : سيروس
- 2019 : كذاب ، كلمات : واحد، توزيع : سيروس

### للفنانعبد المجيد عبد الله
- 2000 : إنت العزيز، كلمات : سامي الجمعان، توزيع : امير سليمان
- 2000 : العزيزة، كلمات : علي الفضلي، توزيع :
- 2000 : كفكف، كلمات : شعر قديم، توزيع :امير سليمان
- 2002 : قمر ، كلمات : علي الفضلي، توزيع : طارق عاكف
- 2002 : مطر صيف، كلمات : ساهر، توزيع : طارق عاكف
- 2002 : أعز الناس، كلمات : ساهر، توزيع : طارق عاكف

### للفنانعبد الكريم عبد القادر
- 1998 : كلمة لأ، كلمات: ساهر، توزيع: طارق عاكف
- 1998 : كل الحب، كلمات: ساهر، توزيع: طارق عاكف
- 1999 : المعذرة، كلمات: ساهر، توزيع: طارق عاكف
- 1999 : الحب لك وحدك، كلمات : ساهر، توزيع: طارق عاكف
- 1999 : ودعتها، كلمات: خالد الحمراني، توزيع: طارق عاكف
- 2001 : يا غالية، كلمات: العاني، توزيع: طارق عاكف
- 2001 : كل ما أشوفك، كلمات : العاني، توزيع: طارق عاكف
- 2001 : أحبك، كلمات: ساهر، توزيع: طارق عاكف

### للفنانطلال سلامة
- 1996 : عاتبيني، كلمات : خالد البذال
- 1996 : شمعة الحب، كلمات : غريب

### للفنانةمنى أمرشا
- 2008 : هنوني، كلمات : مشعل الذاير

### للفنانفهد الكبيسي
- 2008 : عرفت الحب، كلمات : ساهر
- 2012 : تصدد، ومتى الجيه من ألبوم تجي نعشق، كلمات: بدر بورسلي

### للفنانبشار الشطي
- 2005 : جديد، كلمات : الناصر، توزيع: إسماعيل تونش بلاك
- 2005 : إنته البادي، كلمات :
- 2005 : عادي، كلمات : ساهر

### أغاني مسلسلات
- 2015 :في عينها أغنية:، كلمات مشعل الداير

## انظر ايضا
- عبد الله الرميثان
- طارق العوضي
- عبد الله القعود
- إبراهيم التميمي

## روابط خارجية
- مشعل العروج على موقع قاعدة بيانات الأفلام العربية
- مشعل العروج على موقع ديسكوغز (الإنجليزية)